# The Killing Vote
The Killing Vote (en hangul, 국민사형투표; en hanja, 國民死刑投票; romanización revisada, Gungminsahyeongtupyo) es una serie de televisión surcoreana dirigida por Park Shin-woo y protagonizada por Park Hae-jin, Park Sung-woong y Lim Ji-yeon. Se emite por el canal SBS desde el 10 de agosto hasta el 9 de noviembre de 2023, los jueves a las 21:00 horas (KST). También está disponible en la plataforma Prime Video para algunas zonas del mundo.

## Sinopsis
Gaetal es un misterioso extorsionista que lleva a cabo encuestas a través de mensajes de texto para decidir si se debe aplicar la pena de muerte a determinados criminales, y en caso de que la mayoría de encuestados lo decida así la ejecuta.

## Reparto

### Principal
- Park Hae-jin como Kim Moo-chan, el jefe del Equipo 1 de la unidad de investigación regional de la Agencia de Policía Provincial del Sur.[5][6]
- Park Sung-woong como Kwon Seok-joo, que en otro tiempo fue el experto legal más famoso de Corea, es ahora un preso de larga duración que se entregó después de matar al violador de su hija de ocho años.[5][7][8]
- Im Ji-yeon como Joo Hyun, una oficial de policía con cinco años de antigüedad en la Oficina de Seguridad Cibernética de la Agencia de Policía Metropolitana de Seúl (SMPA).[5][9][10]

### Secundario

#### Entorno de Moo-chan
- Shin Jung-geun como Choi Jin-soo, un oficial de policía veterano, compañero de Moo-chan.[11][12]
- Ko Geon-ho como Kim Jordan, colega y amigo de Hyun, inspector en la Oficina de Seguridad Cibernética de SMPA.[13][14]
- Oh Ha-nee como Kang Yoon-ji, una oficial de policía perteneciente a la unidad de investigación regional de la Agencia de Policía del Sur, y exatleta nacional de taekwondo.[15][16]
- Kwon Do-hyung como Ban Sang-jae, miembro del Cuartel General de Investigaciones Especiales.[17]

#### Entorno de Seok-joo
- Kim Yoo-mi como Min Ji-young, miembro de la Asamblea Nacional que heredó el distrito electoral de su marido y que se convierte en la próxima candidata presidencial.[18][19]
- Kim Kwon como Lee Min-soo / Lee Yoon-sung, profesor de la escuela secundaria Seorae.[20][21]
- Cha Rae-hyung como Park Cheol-min, guardia de prisión en la prisión de Cheongnang.

#### Entorno de Hyun
- Choi Yu-hwa como Chae Do-hee, una periodista convertida en presentadora.[22][23][24]
- Kwon Ah-reum como Joo Min, la hermana menor de Hyun, estudiante de tercer año de secundaria en la escuela Seohee.[12][25]
- Seo Young-joo como Kim Ji-hoon, un estudiante de secundaria en Seohee, que perdió a sus padres en un accidente cuando era niño.[26][27][28]
- Oh Ji-hye como Yang Hye-jin, la abuela de Ji-hoon, médica de medicina interna.

#### Otros
- Gong Do-eun como Hye-mi, una estudiante de secundaria en Seohee, la mejor amiga de Min.[29]
- Chae Ri-eun como Kim / Hong Soo-min, la secretaria de Ji-young.[30]
- Ahn Young-hoon como Byun Woo-taek.[31]
- Kim Min-shik como Bae Ki-cheol, el primer criminal sometido a votación, que hizo circular unos 200.000 casos de explotación sexual de menores pero recibió una condena pequeña por ello.[32]

### Apariciones especiales
- Jung Woong-in como Kang Seok-joo (episodio 12).[33][34]
- Hong Jong-hyun como un hombre misterioso (episodio 12).[33][34]
- Ji Yi-soo (episodio 12).[34]

## Producción
The Killing Vote se basa en un popular webtoon con el mismo título coreano (Votación nacional sobre la pena de muerte) serializado en Kakao Webtoon y KakaoPage, que alcanzó alrededor de 130 millones de visitas.
El presupuesto para la serie es de 1536 millones de wones, según el contrato firmado por Pan Entertainment con Studio S.
El 27 de diciembre de 2022 se anunciaron los nombres de los protagonistas. El 29 de junio de 2023 se publicaron imágenes de la lectura del guion por el reparto de actores. El 10 de agosto la presentación de la producción se llevó a cabo en línea, con la asistencia de los actores Park Hae-jin, Park Sung-woong, Lim Ji-yeon y el director Park Shin-woo. Previamente a la misma Park Hae-jin reveló que había aumentado diez kilos de peso para su personaje en la serie.
En un primer momento estaba prevista la transmisión bisemanal de los episodios de The Killing Vote. Después se decidió emitir los dos primeros el jueves 10 de agosto a partir de las 21:00 horas (KST) y proseguir con un episodio cada jueves. Sin embargo, la emisión del primer episodio sufrió un retraso hasta las 22:10 horas debido a un programa especial de noticias sobre el tifón Khanun, que se abatió sobre Japón y Corea. Por elló, el segundo episodio se transmitirá el 17 de agosto, y además la serie se interrumpirá entre el 28 de septiembre y el 5 de octubre debido a las vacaciones de Chuseok y la transmisión de los 19.º Juegos Asiáticos de Hangzhou.

## Audiencia
La serie partió con un 4,1 % de audiencia tanto nacional como en el área metropolitana de Seúl, cumpliendo con las expectativas que había levantado. Sin embargo, mediado el período de emisión no había logrado superar esta cota. Algunos cambios de horario y la suspensión de la serie por dos semanas para dejar espacio a los Juegos Asiáticos de Hangzhou pudieron contribuir a ello.
| Temporada | Temporada | Episodio número | Episodio número | Episodio número | Episodio número | Episodio número | Episodio número | Episodio número | Episodio número | Episodio número | Episodio número | Episodio número | Episodio número | Promedio |
| Temporada | Temporada | 1               | 2               | 3               | 4               | 5               | 6               | 7               | 8               | 9               | 10              | 11              | 12              | Promedio |
| --------- | --------- | --------------- | --------------- | --------------- | --------------- | --------------- | --------------- | --------------- | --------------- | --------------- | --------------- | --------------- | --------------- | -------- |
|           | 1         | 844             | 690             | 794             | 759             | 620             | 720             | 600             | 606             | 559             | 594             | 659             | 556             | 667      |

| Episodio | Fecha de emisión         | Índice de audiencia Nielsen Korea | Índice de audiencia Nielsen Korea |
| Episodio | Fecha de emisión         | Nacional                          | Seúl                              |
| --- | ------------------------ | --------------------------------- | --------------------------------- |
| 1 | 10 de agosto de 2023     | 4,1 % (13.ª)                      | 4,1 % (11.ª)                      |
| 2 | 17 de agosto de 2023     | 3,8 % (13.ª)                      | 3,9 % (10.ª)                      |
| 3 | 24 de agosto de 2023     | 4,1 % (11.ª)                      | 4,0 % (9.ª)                       |
| 4 | 31 de agosto de 2023     | 4,1 % (11.ª)                      | 4,3 % (9.ª)                       |
| 5 | 7 de septiembre de 2023  | 3,4 % (14.ª)                      | 3,1 % (15.ª)                      |
| 6 | 14 de septiembre de 2023 | 4,1 % (12.ª)                      | 4,4 % (9.ª)                       |
| 7 | 21 de septiembre de 2023 | 3,1 % (15.ª)                      | 3,0 % (14.ª)                      |
| 8 | 12 de octubre de 2023    | 2,8 % (18.ª)                      | 3,2 % (16.ª)                      |
| 9 | 19 de octubre de 2023    | 2,7 % (21.ª)                      | 3,0 % (17.ª)                      |
| 10 | 26 de octubre de 2023    | 3,2 % (17.ª)                      | 3,2 % (16.ª)                      |
| 11 | 9 de noviembre de 2023   | 3,3 % (17.ª)                      | 3,7 % (12.ª)                      |
| 12 | 16 de noviembre de 2023  | 3,1 % (16.ª)                      | 2,9 % (18.ª)                      |
| Promedio | Promedio                 | 3,5 %                             | 3,5 %                             |
| - En la tabla superior, los números azules representan las calificaciones más bajas y los números rojos representan las más altas. |                          |                                   |                                   |